# Confederația Rinului
Confederația Rinului (în germană Rheinbund; în franceză États confédérés du Rhin [oficial] Confédération du Rhin [în uz]) a fost un stat ce a existat între 1806 și 1813. A fost format din 16 state germane de către Napoleon, după ce acesta a învins armatele reunite ale Austriei și Rusiei în Bătălia de la Austerlitz. Tratatul de la Pressburg a consfințit crearea Confederației Rinului. Membrii confederației erau prinți germani (Fürsten) din Sfântul Imperiu Roman, cărora li s-au adăugat mai târziu alți 19, statul conținând peste 15 milioane locuitori și oferind un avantaj strategic Imperiului Francez pe frontul de est.

## Istoric
La 12 iulie 1806 16 state de pe teritoriul actual al Germaniei au semnat Tratatul Confederației Rinului (Rheinbundakte), trecând de la Sfântul Imperiu Roman la o confederație ce unea peste 20 de state germane. Napoleon era protectorul acestei alianțe. La 6 august, după un ultimatum venit din partea lui Napoleon, Francisc al II-lea a renunțat la titlul de împărat și a declarat Sfântul Imperiu Roman dizolvat. În anii următori, alte 23 de state germane au aderat la confederație, dinastia habsburgică a lui Francis urmând să conducă rămășițele imperiului sub numele de Austria. Numai Austria, Prusia, Holsteinul danez și Pomerania suedeză au rămas în afara confederației, fără a se lua în calcul malul vestic al Rinului, și Principalitatea Erfurtului, anexate de Imperiul Francez.
Conform tratatului, confederația urma să fie condusă de corpuri constituționale comune, dar statele individuale (în special cele mari) doreau suveranitate absolută.
În locul unei conduceri monarhice, precum Sfântul Imperiu Roman, cea mai înaltă poziție în cadrul confederației era ocupată de Karl Theodor von Dalberg, fostul Mare Cancelar, care acum deținea titlul de Prim Prinț (Prince-Primate) al confederației. Astfel, el era președinte al Colegiului Regilor și lider al Dietei Confederației, un corp cvasiparlamentar care nu a fost niciodată înființat efectiv.
Confederația era, înainte de toate, o alianță militară: membrii trebuiau să livreze cantități mari de personal militar Franței. În schimbul cooperării, unii conducători de stat primeau statut superior: Baden, Hessa, Cleves și Berg au devenit Mari Ducate, iar Württemberg și Bavaria regate. Statele puteau de asemenea deveni mai mari încorporând numeroasele Kleinstaaten - foste mici state membre ale imperiului desființat.
După înfrângerea Prusiei în fața Franței din 1806, multe state de mărimi mici și medii au aderat la Rheinbund. Confederația și-a atins apogeul în 1808, având patru regate, cinci mari ducate, 13 ducate, 17 principalități și orașele hanseatice libere Hamburg, Lübeck și Bremen.
În 1810 părți mari din Germania de nord-vest au fost încorporate rapid de Imperiul Napoleonian, pentru a urmări mai bine embargoul comercial cu Marea Britanie, Sistemul Continental.
Confederația Rinului a dispărut în 1813, după campania eșuată a lui Napoleon împotriva Rusiei. O mare parte din membrii săi au trecut de cealaltă parte în timpul Bătăliei Națiunilor, când devenise evident faptul că Napoleon va pierde Războiul celei de-a Șasea Coaliții.

## Monarhiile membre
- Ducatul Anhalt-Bernburg s-a alăturat la 15 decembrie 1806
- Ducatul Anhalt-Dessau s-a alăturat la 15 decembrie 1806
- Ducatul Anhalt-Köthen s-a alăturat la 15 decembrie 1806
- Ducatul Arenberg co-fondator 25 iulie 1806
- Marele Ducat Baden co-fondator 25 iulie 1806
- Regatul Bavariei co-fondator 25 iulie 1806, fost ducat
- Marele Ducat Berg co-fondator 25 iulie 1806 (a absorbit Cleves, amândouă foste ducate)
- Marele Ducat Hessa-Darmstadt co-fondator 25 iulie 1806
- Principatul Hohenzollern-Hechingen co-fondator 25 iulie 1806
- Principatul Hohenzollern-Sigmaringen co-fondator 25 iulie 1806
- Principatul Isenburg-Birstein co-fondator 25 iulie 1806
- Principatul Leyen co-fondator 25 iulie 1806
- Principatul Liechtenstein co-fondator 25 iulie 1806
- Principatul Lippe-Detmold s-a alăturat la 15 decembrie 1806
- Arhiepiscopia Mainz co-fondator 25 iulie 1806, fost Principat-Ecumenic și Electorat; după 1810  Marele Ducat Frankfurt
- Ducatul Mecklenburg-Schwerin s-a alăturat la 15 decembrie 1806
- Ducatul Mecklenburg-Strelitz s-a alăturat la 15 decembrie 1806
- Ducatul Nassau (Usingen și Weilburg) resultat din uniunea Principalităților  Nassau-Usingen și  Nassau-Weilburg, co-fondatori (25 iulie 1806)
- Ducatul Oldenburg s-a alăturat la 15 December 1806
- Principatul Reuss-Ebersdorf s-a alăturat la 15 decembrie 1806
- Principatul Reuss-Greiz s-a alăturat la 15 decembrie 1806
- Principatul Reuss-Lobenstein s-a alăturat la 15 decembrie 1806
- Principatul Reuss-Schleiz s-a alăturat la 15 decembrie 1806
- Principatul Salm (Salm-Salm și Salm-Kyrburg) co-fondatori 25 iulie 1806
- Ducatul Saxa-Coburg s-a alăturat la 15 decembrie 1806
- Ducatul Saxa-Gotha s-a alăturat la 15 decembrie 1806
- Ducatul Saxa-Hildburghausen s-a alăturat la 15 decembrie 1806
- Ducatul Saxa-Meiningen s-a alăturat la 15 decembrie 1806
- Ducatul Saxa-Weimar s-a alăturat la 15 decembrie 1806
- Regatul Saxoniei s-a alăturat la 11 decembrie 1806
- Principatul Schaumburg-Lippe s-a alăturat la 15 decembrie 1806
- Principatul Schwarzburg-Rudolstadt s-a alăturat la 15 decembrie 1806
- Principatul Schwarzburg-Sondershausen s-a alăturat la 15 decembrie 1806
- Principatul Waldeck s-a alăturat la 15 decembrie 1806
- Regatul Westfaliei ultimul care s-a alăturat, 15 noiembrie 1807
- Regatul Württemberg co-fondator 25 iulie 1806
- Marele Ducat Würzburg s-a alăturat la 15 septembrie 1806

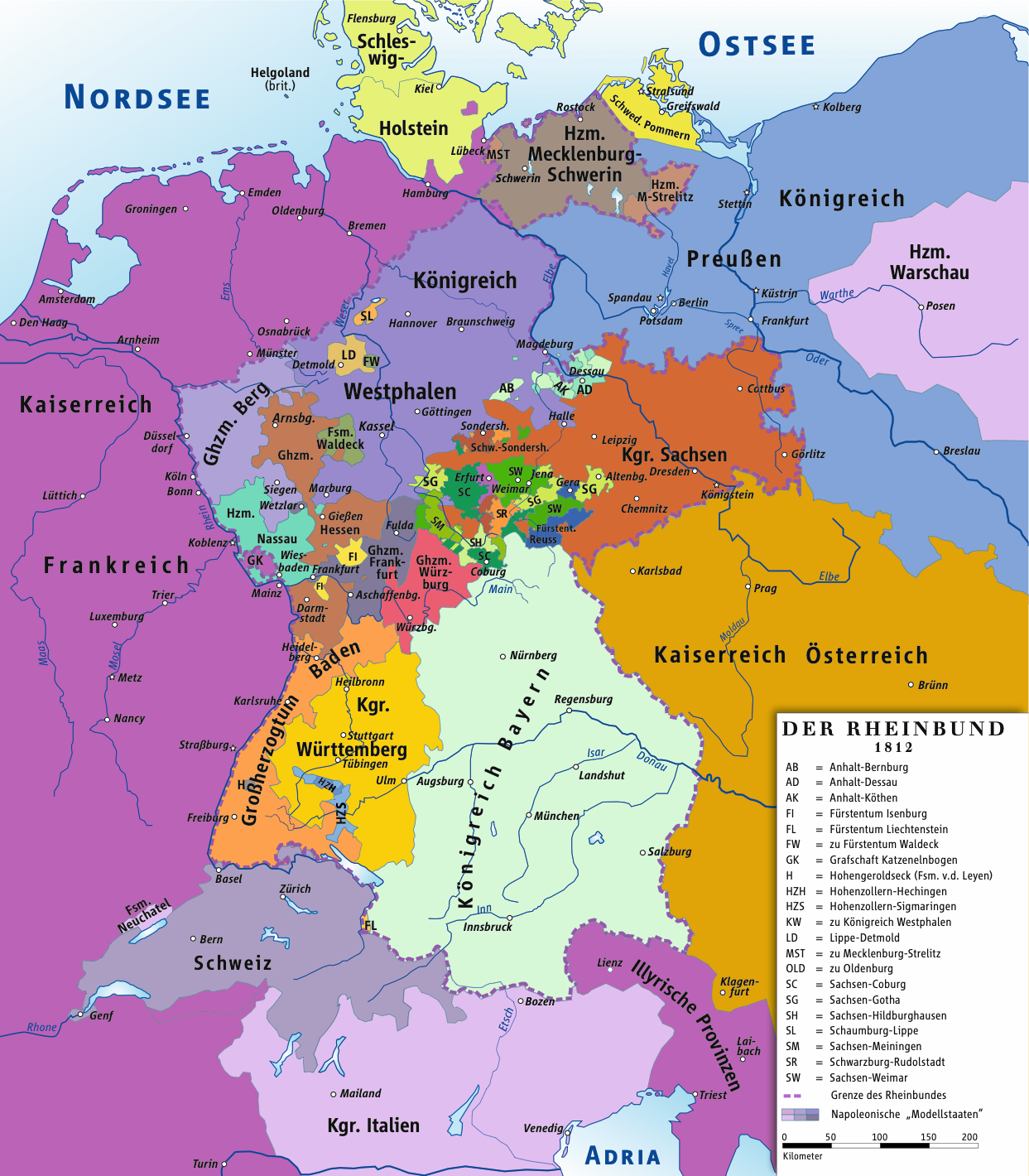
Membrii confederației în 1812

## Urmări
După dizolvarea Confederației Rinului, singura încercare de coordonare politică în Germania, până la crearea Confederației Germane la data de 21 octombrie 1815, a fost un organism numit Consiliul Central al Administrației (germană Zentralverwaltungsrat), al cărui președinte a fost Heinrich Friedrich Karl Reichsfreiherr vom und zum Stein (1757 – 1831). A fost dizolvat la data de 20 iunie 1815.
La data de 30 mai 1814 Tratatul de la Paris a declarat independența statelor germane. În 1815 Congresul de la Viena a redesenat harta politică a continentului. Statele germane au suferit doar schimbări frontaliere minore, Confederația Germană ulterioară corespunzând aproximativ acelorași membri cu cei ai Confederației Rinului.